# Barbodes
Barbodes és un gènere de peixos de la família dels ciprínids i de l'ordre dels cipriniformes.
Les espècies de Barbodes tenen una longitud de 18 a 60 cm. Són de la forma típica de carpa amb esquena més o menys alta i tenen dos parells de barbes més o menys fortes a la mandíbula superior. L'últim feix de l'aleta dorsal no és brancut i té un perfil serrat a la vora posterior. Els llavis són llisos i prims. Tenen artròpodes rostrals i maxil·lars, falten barbes rostrals a B. aurotaeniatus). La línia lateral pot estar o no completa. En una fila longitudinal mitjana es compten de 22 a 32 escales, rares vegades n'hi ha més.
Hi ha ½4/1/4½ escates entre la base de l'aleta dorsal i la línia mitjana de l'abdomen. El peduncle caudal està envoltat de dotze fileres d'escates. Al primer arc branquial compta entre 12 i 15 rastrejos de brànquies.
Es poden distingir d'altres espècies dels barbs del sud-est asiàtic principalment pel color. Els menors tenen de 3 a 5 taques a la línia mitjana, inclosa una a la base de l'aleta caudal i una a l'inici de l'aleta dorsal. En créixer, el nombre de taques pot augmentar o fins que en certes espècies formen una àmplia banda longitudinal.

## Taxonomia
- Barbodes balleroides (Valenciennes, 1842)[2]
- Barbodes belinka (Bleeker, 1860)[3]
- Barbodes bovanicus (Day, 1878)
- Barbodes carnaticus (Jerdon, 1849)
- Barbodes colemani (Fowler, 1937)
- Barbodes collingwoodii (Günther, 1868)
- Barbodes elongatus (Oshima, 1920)
- Barbodes jolamarki (Smith, 1934)
- Barbodes mahakkamensis (Ahl, 1922)
- Barbodes platysoma (Bleeker, 1855)
- Barbodes polylepis (Chen & Li, 1988)
- Barbodes strigatus (Boulenger, 1894)
- Barbodes sunieri (Weber & de Beaufort, 1916)
- Barbodes wynaadensis (Day, 1873)